# Björn Biografer
Björn Biografer är ett biografföretag med huvudkontor i Hofors. 

## Biografer
- Wasa bio, Rättvik
- Tierps bio, Tierp
- Röda kvarn, Edsbyn